# بيتر هوفستيد
بيتر هوفستيد (بالهولندية: Peter Hofstede)‏ هو لاعب كرة قدم هولندي في مركز الهجوم، ولد في 28 يناير 1967 في Oosterbeek ‏ في هولندا. لعب مع أدو دين هاغ ودي غرافشاب ورودا كيركراده ونادي أوترخت ونادي إيمن وهيلموند سبورت.